# Franz-Ulrich Hartl
Franz-Ulrich Hartl, né le 10 mars 1957 à Essen, est un biochimiste allemand et directeur de l'Institut Max-Planck de biochimie. Il est connu pour son travail pionnier dans le domaine des protéines intervenant dans le processus de repliement des protéines.

## Distinctions
- 2009 : Prix Van Gysel[1]
- 2012 : Prix Shaw en sciences de la vie et médecine[2]